# Gewürz

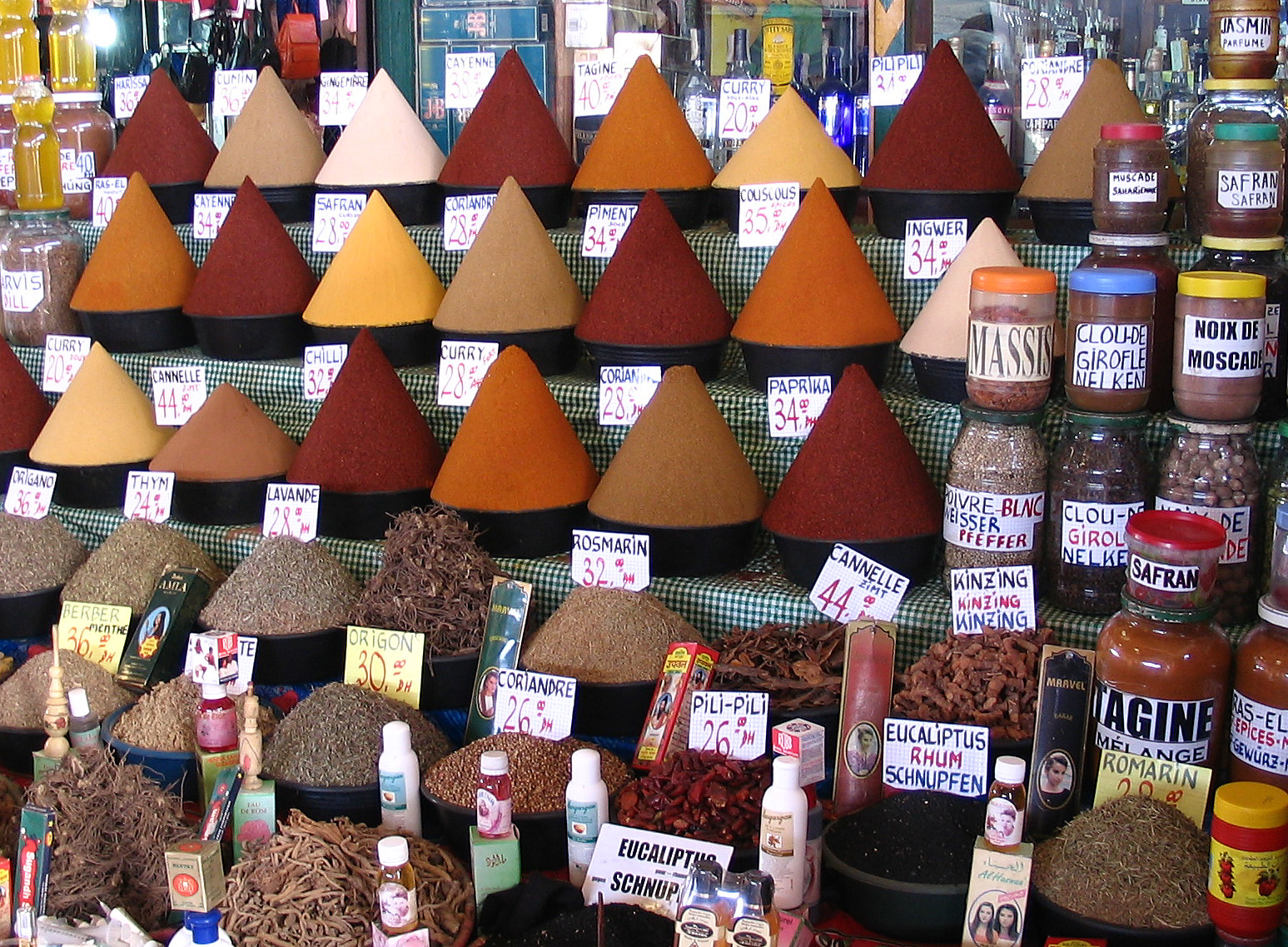
Gewürze auf dem Markt von Agadir, Marokko, 2005

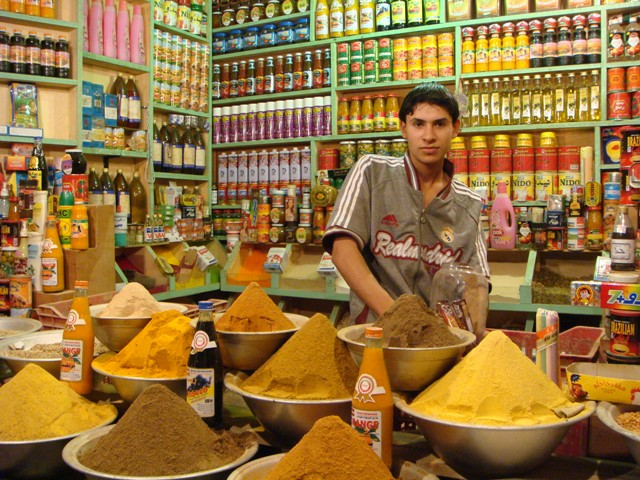
Ein Gewürzladen in Nasiriyya, Irak mit importierten Gewürzsorten aus Indien, 2007

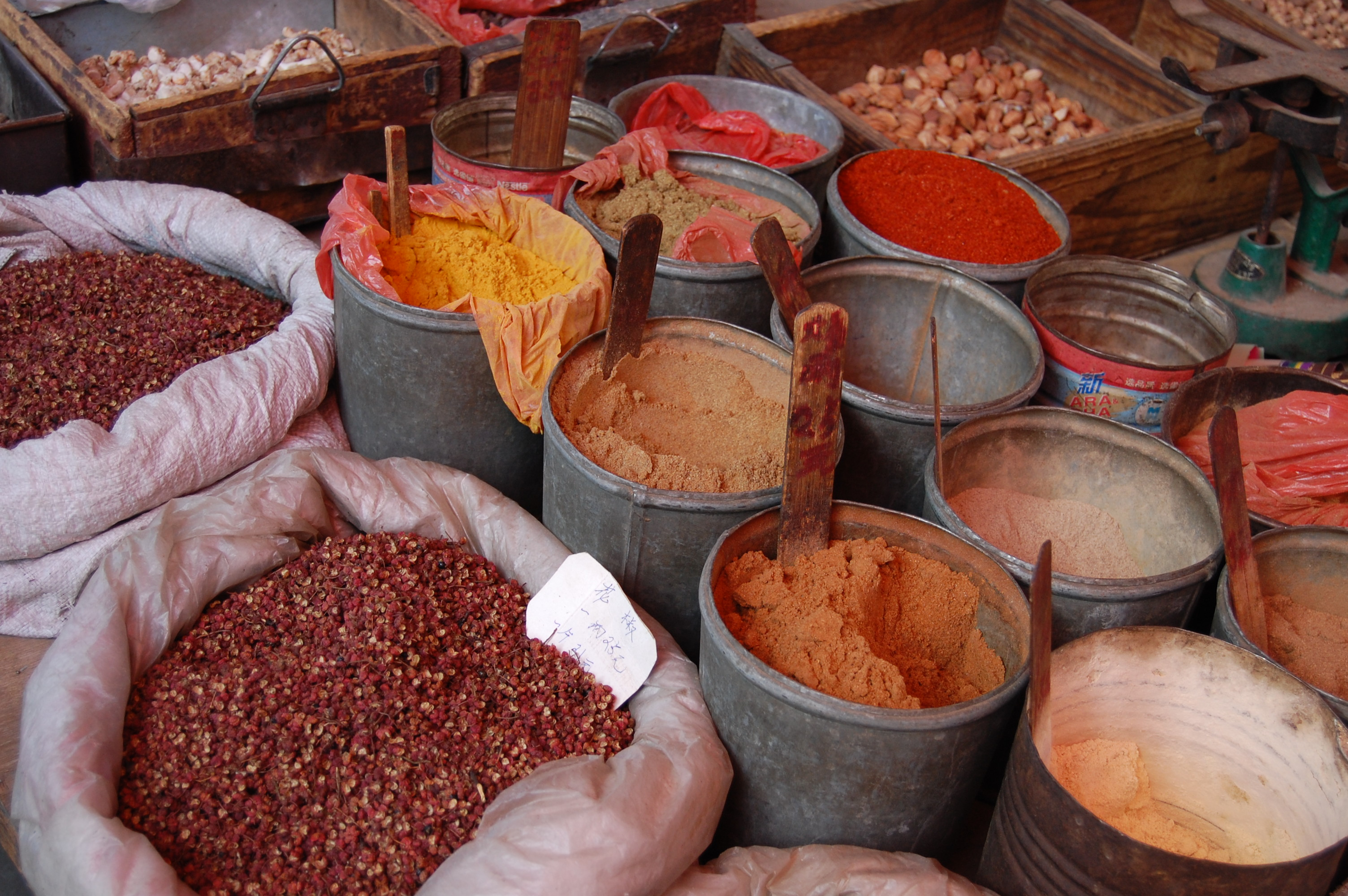
Gewürze in Jiayuguan, China

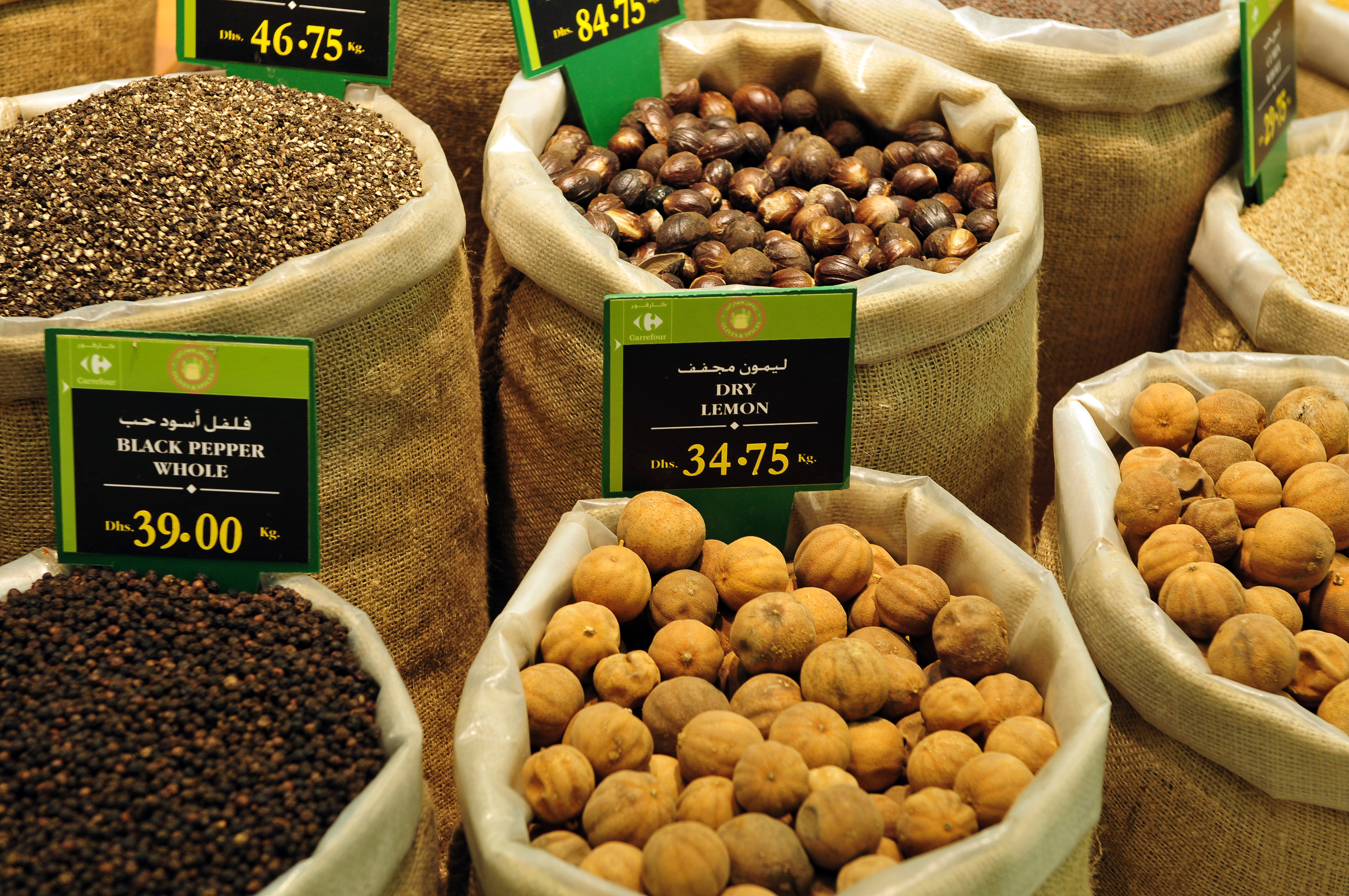
Gewürze in einem Supermarkt in Abu Dhabi

Gewürze sind Pflanzenteile (Blätter, Blüten, Rinde, Wurzeln, Früchte, Saft), die wegen ihres natürlichen Gehaltes an Geschmacks- und Geruchsstoffen (ätherischen Ölen) als würzende oder geschmacksgebende Zutaten bei der Zubereitung von Speisen und Getränken aller Art eingesetzt werden. Sie kommen frisch, getrocknet oder bearbeitet vor.
Sonstige Stoffe, die der Geschmacksverbesserung dienen oder die Bekömmlichkeit verbessern, werden als Würzmittel bezeichnet. Gewürze haben zudem nicht nur geschmacklichen Nutzen, sondern werden traditionell auch zur Haltbarmachung von Lebensmitteln und Getränken verwendet. Der Duft einiger Gewürze hält bestimmte Vorratsschädlinge fern.

## Etymologie
Das Wort „Gewürz“ hat seinen Ursprung im mittelhochdeutschen gewürze („Gewürz“) von wurz (althochdeutsch wurz und wurza, mittelhochdeutsch wurz(e), neuhochdeutsch wurz) und bedeutete in seinen Ursprungsformen einfach ‚Wurzel‘. Erhalten ist diese Bedeutung z. B. noch in den Wörtern Haselwurz (beziehungsweise Haselwurzen) und Nieswurz.

## Geschichte
Gewürze spielten im Europa des Mittelalters und der frühen Neuzeit eine ähnlich bedeutende wirtschaftliche und politische Rolle wie heute das Erdöl. Sie waren extrem wertvoll, weil sie nicht nur zum Würzen verwendet wurden, sondern auch als Konservierungsstoffe und Grundlage für Arzneimittel. Zudem waren einige Gewürze, wie Muskatnuss und Gewürznelken, bedeutende Statussymbole.
Der Gewürzhandel, speziell mit Gewürzen aus Asien, war daher ein einträgliches Geschäft, durch das zunächst vor allem arabische Staaten und die italienischen Seerepubliken, später auch Kolonialmächte, reich wurden. Die Erschließung des Seewegs um Afrika von Europa zu den Inseln Hinterindiens ab dem 15. Jahrhundert war der Beginn der europäischen Expansion.
Hildegard von Bingen (1098–1179) schrieb Pflanzenteilen und zahlreichen Pflanzen und Gewürzen heilende Wirkungen zu.
Die teuersten Gewürze heute sind Safran, Vanille und Kardamom. Früher war Pfeffer zeitweise so wertvoll, dass er mit Gold aufgewogen wurde. Die abschätzige Bezeichnung Pfeffersack für einen reichen Menschen stammt aus dieser Epoche. Zimt war ebenfalls sehr kostbar: 1530 soll der Kaufmann Anton Fugger die Schuldscheine Karls V. vor dessen Augen in einem Feuer aus Zimtstangen verbrannt haben, um seinen Reichtum zu demonstrieren.
Gewürze werden schon seit Jahrtausenden verwendet. Dill breitete sich vor mehr als 5000 Jahren vom östlichen Mittelmeer in Richtung Atlantik aus. Seine Verwendung bei der Nahrungszubereitung wurde für etwa 3600 v. Chr. im westlichen Alpenraum nachgewiesen. Der Pharao Amenophis II. ließ sich 1400 v. Chr. Dill in sein Grab legen. Auch Kapern wurden bereits vor rund 6750 Jahren auf dem Gebiet der heutigen Türkei in Speisen gegeben. Ebenso wurden sie in 7800 Jahre alten Töpfen aus dem heutigen Syrien nachgewiesen. Koriander fand sich in 3000 bis 4000 Jahre alten Küchenresten aus dem heutigen Syrien sowie im Ägypten des zweiten Jahrtausends vor Christus. Auch Kümmel wurde schon damals in der Küche verwendet. Doch nicht erst sesshafte Menschen, sondern auch deren nomadische Vorfahren nutzten bereits Gewürze. So fand sich Koriander bereits in der vor 23000 Jahren genutzten Nahal-Hemar-Höhle in Israel. Bereits vor etwa 6000 Jahren, am Wechsel zur menschlichen Sesshaftwerdung, würzten Menschen im westlichen Ostseeraum ihre Speisen mit Knoblauchsrauke. Archäologen fanden Reste der pfeffrig und nach Knoblauch schmeckenden Pflanze in Töpfen, in denen Fisch und Wild zubereitet wurden.
Im Jahr 2019 importierten die EU-Mitgliedsstaaten 379.000 Tonnen Gewürze aus Nicht-EU-Staaten.

## Klassifizierung nach Herkunft
Als Gewürz gelten definitionsgemäß nur Pflanzenteile.
- Blätter (getrocknete Kräuter, Lorbeerblätter, Kaffernlimettenblätter)
- Knospen, Blüten oder Blütenteile (Safran, Gewürznelken, Kapern)
- Rinden (Zimt)
- Pflanzenwurzeln, Rhizome, Zwiebeln (Ingwer, Kurkuma, Meerrettich, Wasabi, Küchenzwiebel, Knoblauch)
- Früchte oder Samen (Muskatnuss, Pfeffer, Paprika, Wacholderbeeren, Vanille, Kümmel, Anis)

Bei einigen Pflanzen, wie Kümmel, Zimt und Muskatnuss, können mehrere Bestandteile der Pflanze verwendet werden.
Nach der Definition der Gewürze als „getrocknete Pflanzenteile“ sind keine „Gewürze“:
- Gewürzzubereitungen wie Senf, Currypulver, Chutney, Sojasauce
- synthetische Aromen wie Vanillin
- Stoffe mineralischer Herkunft, wie Kochsalz
- flüssige oder nicht allein durch Trocknung hergestellte Würzmittel (Zucker, Wein, Essig, Kokosmilch, Lakritze)
- wässerige, saure, ölige oder alkoholische Auszüge der Aromen von Pflanzen (Rosenwasser, Mandelöl, Nelkenöl, Vanilleöl und Knoblauchöl)

## Wirkung

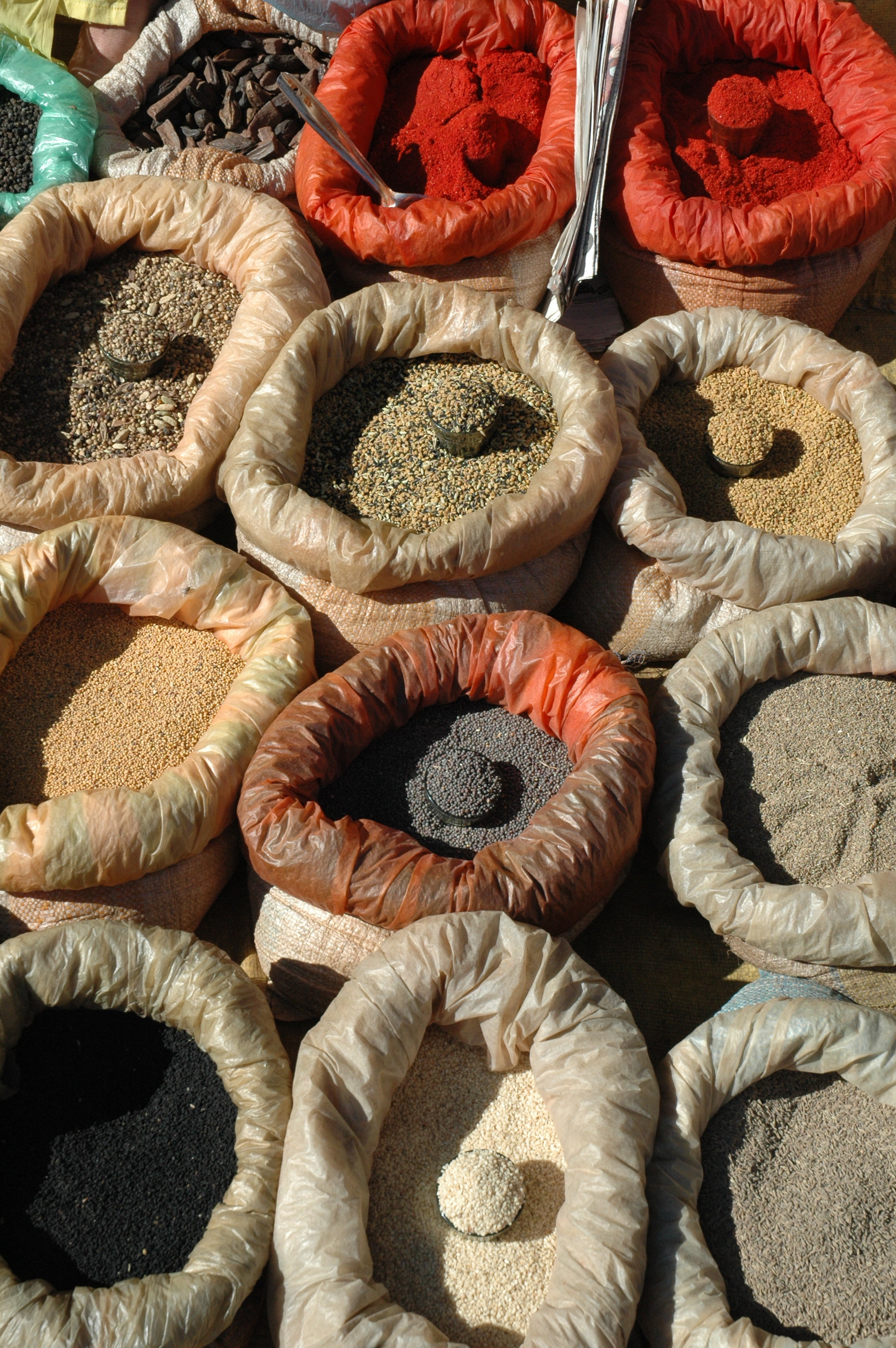
Gewürze auf einem indischen Markt

Die geschmacksverbessernde Wirkung der Gewürze beruht auf leicht flüchtigen Verbindungen, den ätherischen Ölen. Aufgrund ihrer leichten Flüchtigkeit geben sie der Speise nicht nur einen angenehmen Geruch, sondern auch einen angenehmen Geschmack, da das Gesamtgeschmacksempfinden sich zum größten Teil in der Nase abspielt. Je nach Absicht kann man mit Gewürzen einer Speise ein komplett anderes Aroma geben und damit vielleicht ein unerwünschtes Aroma überdecken oder den ureigenen Geschmack der Speisen hervorheben, ergänzen und verstärken. Da die in den Gewürzen enthaltenen ätherischen Öle auch physiologische Wirkung entfalten können, vermutet man mit verschiedenen Gewürzen medizinische Zwecke erfüllen zu können.
Die wichtigsten Funktionen hierbei sind
- Konservierung der gewürzten Lebensmittel (Chili, Rosmarin)
- Anregung des Appetits durch Bitterstoffe (Rosmarin, Pomeranzenschale)
- Anregung der Verdauung durch Förderung der Magentätigkeit (Pfeffer)
- Hilfe bei Darmkrämpfen und Verhinderung von Blähungen (Fenchel, Anis, Kümmel)
- Verbesserung des Geschmacks von verdorbenen oder faden Lebensmitteln (Orangenblüten)
- Ergänzung und Verstärkung des Geschmacks von wenig aromaintensiven Gerichten (Vanille)

Weiterhin vermutet man einzelne Wirkungen, die über die genannten Gruppen hinausgehen. So werden viele Gewürze und Kräuter seit alters her für gesundheitliche Zwecke eingesetzt. Dabei lässt sich unterscheiden in kurzfristige Wirkung und längerfristige Effekte auf den menschlichen Organismus. Beispielsweise:
- Anregung der Bildung von Gallenflüssigkeit, Förderung der Fettverdauung (Zwiebel, Knoblauch)
- Günstige Wirkungen auf die Darmflora (Ingwer, Knoblauch)
- Aphrodisierende Wirkung, Aktivierung des Herz-Kreislauf-Systems (Nelken, Chili, Ingwer, Kakaobohnen)
- Förderung der Konzentration, aufmunternd (Kakaobohnen, Kaffeebohnen, Guaraná, Colanuss)
- Entspannung, Beruhigung, Einschlafförderung (Salbei, Muskat)

## Verarbeitung und Verwendung
Zur Herstellung der Marktreife werden die pflanzlichen Gewürze meist zerstoßen, gerebelt oder gemahlen verwendet, sofern sie nicht als Essenz oder Extrakt vorliegen. Um die aromatisierende Wirkung besser kontrollieren zu können, werden bei längeren Garverfahren wie Dünsten oder Schmoren die Gewürze in eine Gewürzkugel, ähnlich einem Tee-Ei, gefüllt und so leicht wieder ohne Rückstände entnommen.
Da bis zur beginnenden Kolonisation viele Gewürze in Europa selten und entsprechend teuer waren, erfolgte ihre Verwendung teilweise in Hinblick auf den Statuscharakter unnötig reichlich.

## Teure Gewürze
Weltweit teuerste Gewürze sind:
| Gewürz                | Marktpreise in Euro/kg |
| --------------------- | ---------------------- |
| Chili „Aji Charapita“ | 20.000                 |
| Safran                | 15.000                 |
| Vanille               | 02.000                 |
| Chiltepin             | 0540                   |
| Andalimanpfeffer      | 0450                   |
| tasmanischer Pfeffer  | 0330                   |
| Grüner Kardamom       | 0300                   |
| Zimtblüten            | 0190                   |
| Ceylon-Zimt           | 0160                   |

Obwohl der Safran zu den nachwachsenden Rohstoffen gehört, ist er – je nach Marktentwicklung – mit bis zu 20.000 Euro/kg eines der teuersten  Gewürze und damit ein Luxusgut, das zu 95 % aus Iran kommt. Preistreiber sind die Personalintensität (15 Pflücker ernten täglich 1 kg), Erntezeit (etwa 14 Tage nur im Herbst) und Erntemenge (200.000 Blüten für 1 kg Stempelfäden).